# Jalil Huseynov
Jalil Gafar oglu Huseynov (en azerí: Cəlil Qafar oğlu Hüseynov; 1 de abril de 1957) es un pintor de Azerbaiyán, profesor, galardonado con el título "Artista del pueblo de la República de Azerbaiyán" en 2005.

## Biografía
Jalil Huseynov nació el 1 de abril de 1957. Entre 1973 y 1977 estudió en la Escuela Estatal de Arte de Azerbaiyán en nombre de Azim Azimzade. También estudió en la Academia Estatal de Diseño y Artes de Járkov, con especialización en pintura monumental, entre 1977 y 1982. Desde 1983 fue miembro de la Unión de Artistas de la URSS.
Entre 1982 y 2000 trabajó como profesor, director, profesor asociado, jefe de departamento y decano de la Universidad Estatal de Cultura y Arte de Azerbaiyán. Entre 2000 y 2010 fue vicerrector de asuntos educativos de la Academia Estatal de Arte de Azerbaiyán. Jalil Huseynov trabaja como autor de proyectos arquitectónicos desde 1986. Es autor de obras monumentales y proyectos arquitectónicos en varios asentamientos de Turquía y Azerbaiyán.
Jalil Huseynov ha participado en diversas exposiciones nacionales e internacionales desde 1982. Sus obras han sido expuestas en Estados Unidos, Francia, Alemania, Rusia, Turquía, Irán, Georgia, Siria, Emiratos Árabes Unidos, Ucrania y otros países. Varias de sus obras se conservan en el Museo Nacional de Arte de Azerbaiyán y en el Museo de arte moderno, así como en las colecciones privadas.

## Premios y títulos
- Artista de Honor de Azerbaiyán (2002)[4]
- Artista del pueblo de la República de Azerbaiyán (2005)[5]